# Бурачок повзучий
Бурачок повзучий (Alyssum repens) — вид квіткових рослин родини капустяних (Brassicaceae).

## Біоморфологічна характеристика
Це багаторічна рослина 15–40 см заввишки. Стебла прості чи розгалужені, висхідні чи лежачі. Насіння сферичне чи трохи еліпсоїдне, 2.3–2.7 × 2–2.3 мм; поверхня трохи блискуча, оранжево чи темно-коричнева. 2n=48.

## Поширення
Росте на півдні Європи (Албанія, Австрія, Болгарія, Крим, Північний Кавказ, Румунія, Македонія) й заході Азії (Туреччина, пн.-зх. Іран, Ліван, зх. Сирія, Палестина). Росте в горах і субальпійській зоні на кам'янистих схилах і в чагарниках.

## Використання
Декоративна рослина